# Botón charro

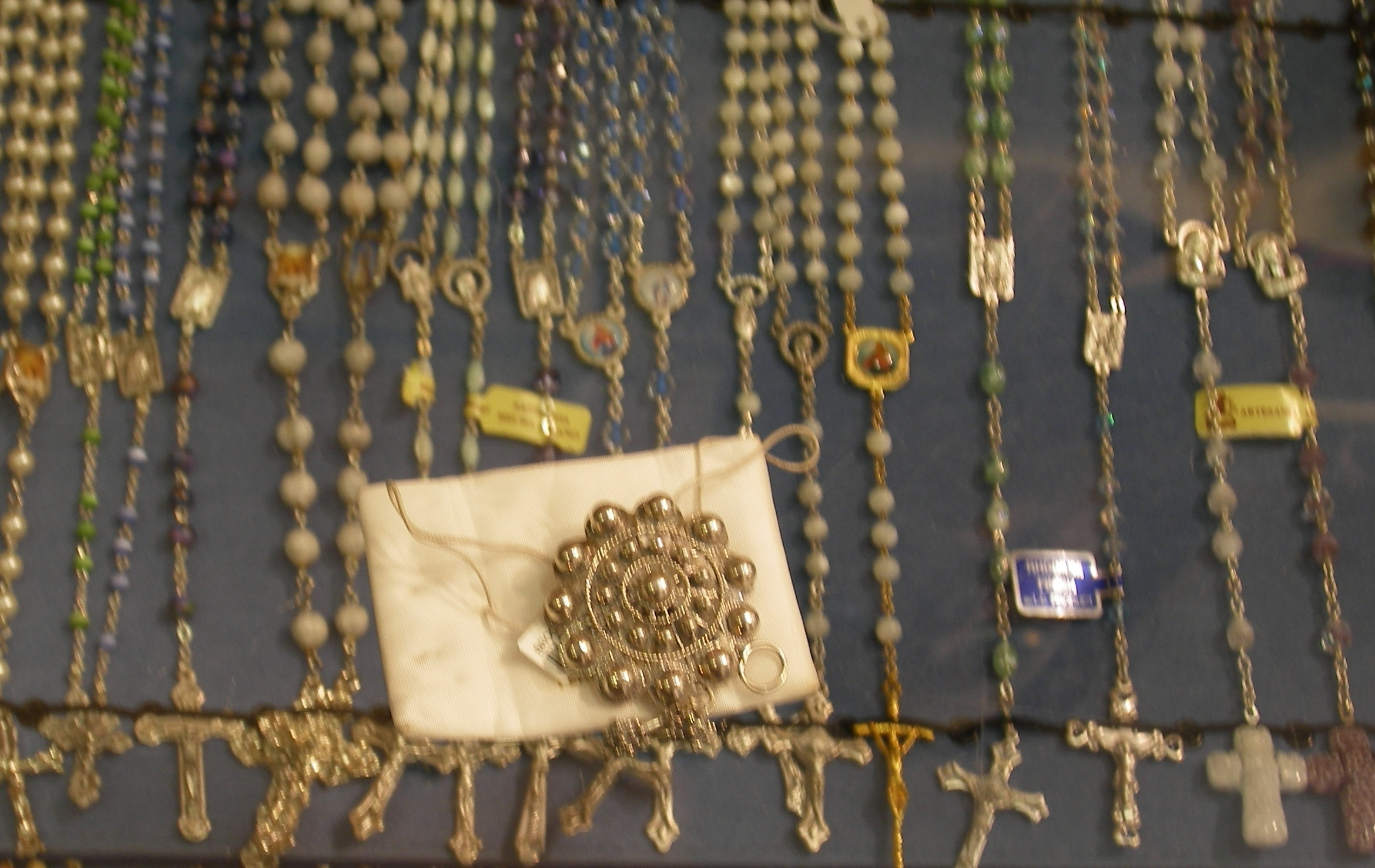
Botón charro tradicional de una joyería de Salamanca. Encima de la tela blanca.

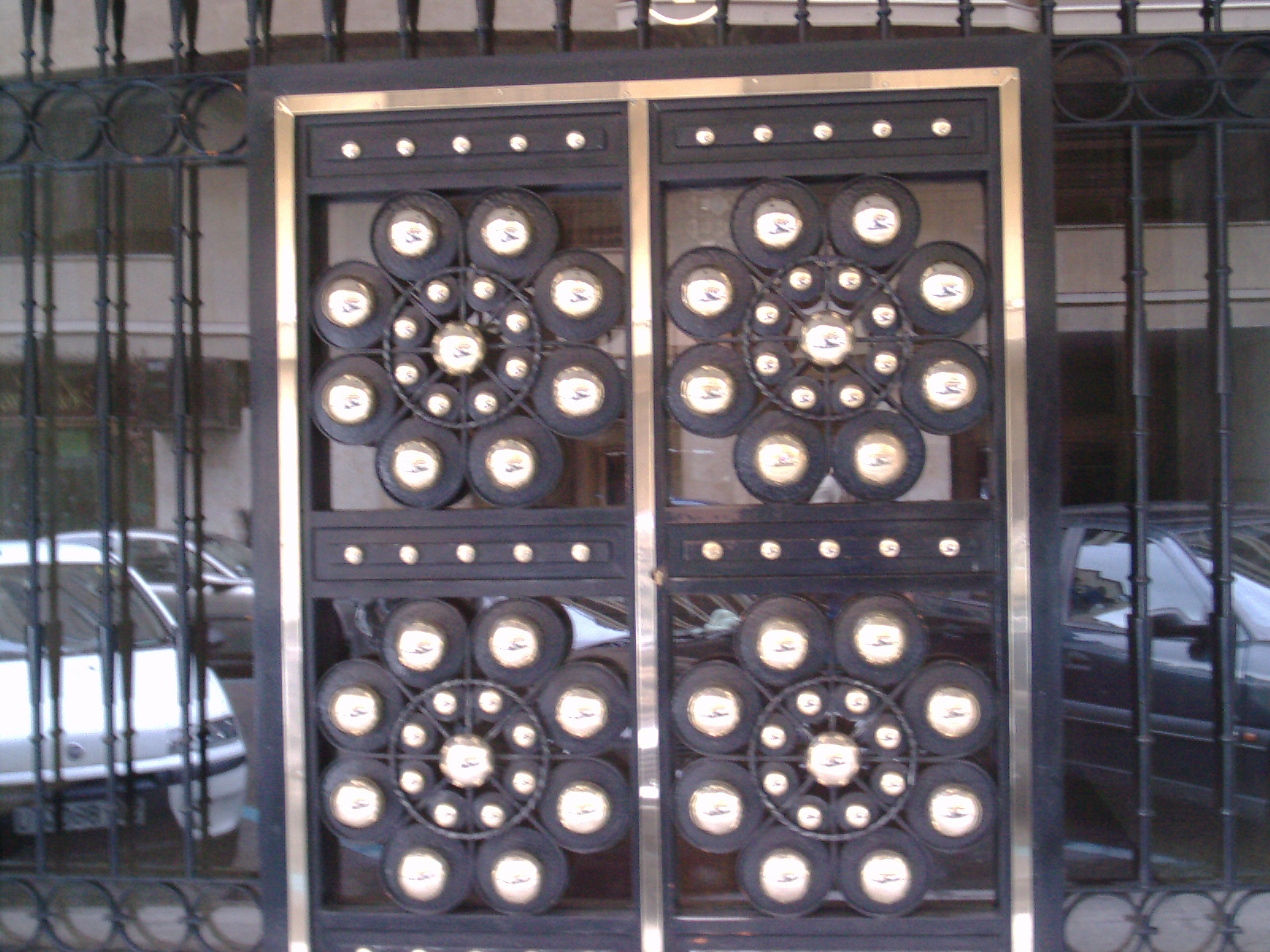
Portal decorado con cuatro botones charros, en la calle salmantina Condes de Crespo Rascón.

Un botón charro es una joya perteneciente al folclore tradicional y popular de la provincia de Salamanca, en España. El botón charro tiene materiales metálicos, llegando a ser en su formato de más valor en oro, aunque lo más común es la plata. Tiene forma redonda aplanada, siempre con el mismo grabado en la parte frontal.
Es una de las principales piezas de lo que se conoce como filigrana charra, esto es, el trabajo en plata típico de la provincia, como son: cucharillas, alfiles de corbata, gemelos, broches, pendientes, llaveros etc.
Los orígenes del botón charro son extremadamente oscuros y de muy difícil explicación, existiendo varias teorías al respecto. Por su forma tradicional, hay quienes sostienen que es una deformación de un disco solar de carácter céltico o celtíbero y que pudo ser utilizado como ornamento o signo distintivo desde época del Alto Imperio, allá por los siglos II y I a.c.
Se sabe que determinados cargos romanos utilizaban pequeños ornamentos para unir piezas de vestir, como la toga y que se utilizaron por asimilación entre los visigodos, de modo que el aspecto de este botón podría ser una deformación de aquellos. Sin embargo, el hecho de que su ámbito espacial quede reducido aparte de la actual provincia de Salamanca y sur de Zamora hace pensar en el botón como algún elemento propio que subsistió a la dominación musulmana. 
Desde el siglo XVII se usa frecuentemente en los trajes charros como pieza de plata. Su relación con algunas formas de damasquinado hace pensar a otros en posibles derivaciones mudéjares, hecho que se sostiene por el carácter concéntrico de las bolitas que lo forman y la ausencia de espacios vacíos.
Como pieza de orfebrería sobreviviría a la Reconquista, aunque reducido a ámbitos estrictamente rurales (no hay representaciones plásticas del mismo hasta el siglo XVII).
De cualquier modo, cobró mucha relevancia a partir de esa fecha como elemento distintivo del ser y del sentir salmantino.